# Swatch Group
Swatch Group je švýcarská hodinářská firma, která sama vlastní několik dalších hodinářských firem. Je největší výrobce hodinek na světě. V roce 2007 měla skupina zhruba 23 600 zaměstnanců a prodala zboží za zhruba 5,94 miliard CHF.

## Historie
Společnost vznikla v roce 1983 spojením dvou švýcarských hodinářských firem - ASUAG a SSIH. Původně firma existovala pod názvem SMH Swiss Corporation for Microelectronics and Watchmaking Industries Ltd a až od roku 1998 přijala současné jméno Swatch group.

## Společnosti vlastněné Swatch group
- Balmain
- Blancpain
- Breguet
- Calvin Klein
- Certina
- EM Microelectronic
- Endura
- Flik Flak
- Glashütte Original
- Hamilton
- Harry Winston
- Jaquet Droz
- Léon Hatot
- Longines
- Mido
- Omega (společnost)
- Rado
- Swatch
- Swiss Timing
- Tissot
- Union Glashütte